# Зиновьева, Антонина Филипповна
Зиновьева Антонина Филипповна (4 ноября 1928 года — 14 апреля 2018 года) — советская и российская режиссёр-постановщик.

## Биография
В 1949 окончила студию при Камерном театре Александра Таирова.
После этого несколько лет работала в театре у режиссёра Константина Воинова, в молодёжной труппе.
По окончании режиссерского факультета ГИТИСа (курс Андрея Гончарова) стала работать на телевидении, в детской редакции.
Режиссёр-постановщик многих телеспектаклей. В частности, является постановщицей нескольких серий альманаха «Этот фантастический мир» и телеспектакля «Собака Баскервилей».

## Фильмография
Телеспектакли
- 1965 — Я иду встречать брата
- 1968 — Новое платье короля
- 1969 — Бедность не порок
- 1970 — Свои люди — сочтёмся
- 1971 — Собака Баскервилей
- 1972 — К бабушке, к дедушке
- 1973 — Ребята с нашего двора
- 1974 — Про мальчика, бабушку-газетчицу и разбитые очки
- 1975 — Из-за девчонки
- 1978 — Четыре беспокойных дня в Кудиновке
- 1979 — Ватага «Семь ветров»
- 1980 — Я, ты и другие
- 1981 — Любовь и картошка
- 1981 — Кондуит и Швамбрания
- 1982 — Солдат и змея
- 1984—1985 — С нами не соскучишься
- 1987 — Этот фантастический мир. Выпуск 13
- 1988 — Зимняя сказка (фильм-спектакль)
- 1989 — Этот фантастический мир. Выпуск 15
- 1990 — Этот фантастический мир. Выпуск 16